# チョ・ジョンミン
チョ・ジョンミン（조정민、曺廷旼、1986年6月26日 - ）は、 大韓民国の女性トロット歌手。国民大学校芸術大学音楽学部ピアノ専攻卒。

## 来歴
2006年、国民大学校芸術大学音楽学部ピアノ専攻入学。元来R&B志向であったが、父の死をきっかけに生計を立てるため、2009年に「조아（チョア）」の芸名でトロット歌手としてデビューするも半年で活動休止する。
2012年にOCNドラマ「HERO」のサウンドトラックに参加する。R&Bシンガーとして再起を図ったソロアルバム制作が頓挫する。
2014年3月、音楽番組「トロットX」でチャン・ユンジョンの「花」をバラードにアレンジして歌い注目を浴びる。12月、EP「Be My Love」で再デビュー。2015年、シングル『살랑살랑（Sway）』をリリース。2016年、EP「Superman」をリリース。
2018年4月18日、中村泰士作詞・作曲・プロデュースの『あっぱ』で日本デビュー。カップリング曲の『レディースハウス 心へ』が関西テレビ「千原ジュニアの座王」4月のエンディング・テーマに採用される。

## 人物
美貌を生かしたセクシーなダンスや衣装がインターネットメディアで話題になることが多く、2019年には男性雑誌「MAXIM KOREA」新年号で表紙を飾った。
トロット歌手としては珍しいピアノの弾き語りスタイルが特徴である。このスタイルの直接の影響はアリシア・キーズなどの洋楽アーティストであるが、トロット再転向が決まってからは弾き語りトロット歌手の元祖である沈守峰をロールモデルにしている。

## エピソード
「トロットX」を観たチャン・ユンジョンの「花」の作曲家イム・ガンヒョンが曲作りを使命に感じて提供した曲が「Superman」である。

## ディスコグラフィ

### アルバム
韓国
- Drama （タイトル曲『Ready Q』）（2019年4月24日）

### シングル
韓国
- 점 점 점（2009年9月8日）조아名義
- 살랑살랑 (Sway)（2015年5月27日）
- 식사하셨어요（2018年3月19日）

日本
- あっぱ（2018年4月18日）（よしもとアール・アンド・シー）

### EP
- Be My Love（タイトル曲『곰탱이』）（2014年12月10日）
- Superman（タイトル曲『슈퍼맨』）（2016年2月17日）

### オリジナルサウンドトラック
- ドラマ「HERO OST Part.2」『Why』（2012年3月30日）조아名義
- ドラマ「ハッピーレストラン～家和万事成 OST Part 5」『달콤한 인생』（2016年4月30日）

## ウェブドラマ
- 처음의 시작（2015年）ユニ役
- 뷰티살롱 M（2016年）ミジ役
- 마스크（2017年）ジニー役

## 受賞歴
- 2015年	第23回大韓民国文化芸能大賞成人歌謡部門新人賞
- 2016年 韓国を輝かせた誇らしい韓国人大賞 記者が選んだライブ最高人気歌手大衆歌謡部門大賞
- 2016年 MBC歌謡ベスト大祭典新人賞
- 2017年 ベスト歌謡ショー大祝祭新人賞